# Xã Blue Mounds, Quận Pope, Minnesota
Xã Blue Mounds (tiếng Anh: Blue Mounds Township) là một xã thuộc quận Pope, tiểu bang Minnesota, Hoa Kỳ. Năm 2010, dân số của xã này là 186 người.